# Sebas Martín
Sebastián Martín Sánchez (Barcelona, 1961), que firma Sebas Martín, es un historietista español.

## Biografía
Sebas Martín creció y sigue viviendo en el barrio barcelonés de Poblenou. Comenzó a publicar sus dibujos en varias revistas como Zero o Gai Barcelona. Fue profesor de dibujo y cómic en la Escola de Cómic Joso, la Escola d'Humanitats del Ateneu Barcelonés y la Escola Elisava.
En la década de 2000, lanzó la revista de historietas gay Claro que sí, de la que fue editor jefe.
Produjo varios tomos en torno a su personaje Salvador, un gay barcelonés. Se le considera junto con Nazario Luque como uno de los primeros autores de historietas gay en España.

## Obras
Autor completo
- Estoy en ello, La Cúpula, 2005 ; reeditado aumentado en Junco en 2017. ISBN 978-84-1640-062-8
- Aún estoy en ello, La Cúpula, 2007 ISBN 978-84-7833-265-6
- Los chulos pasan pero las hermanas quedan, La Cúpula, 2009 ISBN 978-84-7833-873-3
- Ideas de bombero, La Cúpula, 2010[7]ISBN 978-84-7833-917-5
- Kedada, La Cúpula, 2012. ISBN 978-84-7833-968-X
- Yo lo vi primero, La Cúpula, 2013ISBN 978-84-15724-15-2
- Demasiado guapo, La Cúpula, 2016. ISBN 978-84-16400-27-X
- No debí enrollarme con una moderna, La Cúpula, 2018. ISBN 978-84-15724-98-5
- El corazón entre las piernas, La Cúpula, 2019[8]ISBN 978-84-17442-31-6
- Todos los hombres del dibujante, Edicions Cal·lígraf, 2020.[9] ISBN 978-84-12-17342-0
- Mi novio, un virus y la madre que me parió, La Cúpula, 2021. ISBN 978-84-17442-83-5
- Que el fin del mundo nos encuentre bailando, La Cúpula, 2023. ISBN 978-84-18809-55-2
- Artristas y presonajes, La Cúpula, 2025, ISBN 978-84-10264-20-5

Solo ilustrador
- Historias de Sitges, con Guillem Medina, Tempestad, 2000 ISBN 978-84-7948-039-4
- Vacaciones en Ibiza, texto de Lawrence Schimel, Editorial Gai y Lesbiana Egales, 2002 ISBN 978-84-95346-48-6
- El kamasutra gay, texto de Diego J. Cruz, Egales, 2006 ; reed. 2012 ISBN 978-84-88052-02-2
- Kindly Woodsmen, texto de Dale Lazarov, Sticky Graphic Novels, 2018 ISBN 978-1-939888-59-4
- Sobrevivir al ambiente, texto de Gabriel José Martín, Roca editorial, 2018 ISBN 978-84-17092-01-6
- Martín, Gabriel J.; Martín, Sebas (2022). El kamasutra gay del siglo XXI. Una guía ilustrada para todos los hombres (cis, trans o intersex) que se consideran homosexuales. Roca. ISBN 978-84-18870-02-6.

## Distinciones
- Premio Casal Lambda de comedia 1999[10]
- Premio Serra i Moret 2000[10]